# Дамбені
Дамбені́ (фр. Dembéni) — муніципалітет у Франції, в заморському департаменті Майотта. Населення — 10 141 осіб (2007).
Муніципалітет розташований на відстані близько 8300 км на південний схід від Парижа, 9 км на південний захід від Мамудзу.